# ریونوسوکه هایاساکا
ریونوسوکه هایاساکا (ژاپنی: 早坂 龍之介؛ زادهٔ ۷ ژوئن ۱۹۹۴) یک بازیکن فوتبال اهل ژاپن است.
از باشگاه‌هایی که در آن بازی کرده‌است می‌توان به باشگاه فوتبال تسپاکوستاسو گونما اشاره کرد.